# François Roustang
François Roustang (* 23. April 1923 in Loisey; † 23. November 2016 in Paris) war ein französischer Philosoph, ehem. Jesuit, Psychoanalytiker und Hypnotherapeut, der sich insbesondere der Theoriebildung der Hypnose gewidmet hat, sowie der allgemeinen Einordnung der Hypnose in Gesellschaft und Philosophie.

## Leben
François Roustang studierte Philosophie, Theologie und trat mit 20 Jahren in den Jesuitenorden ein. Von 1956 bis 1967 arbeitete er für die Jesuitenzeitschrift Christus, die er ab 1963 unterstützt von Michel de Certeau leitete. 1966 schrieb Roustang darin einen Artikel mit dem Titel „Le troisième homme“ in dem er sich kritisch über das 2. Vatikanische Konzil äußerte und meinte, dass dieses die Entstehung von Christen begünstigt habe, die nicht praktizierend und gleichgültig gegenüber der Kirche und den Sakramenten sind und sich in Folge abwenden. Der Artikel erzeugte erhebliche Resonanz innerhalb der Kirche und des Ordens. So soll Papst Paul VI gesagt haben, dass er „sehr betroffen“ sei. Roustang wurde daraufhin all seiner Funktionen enthoben, verließ nach einiger Zeit den Orden und wurde Psychoanalytiker.
Von 1965 bis 1980 war François Roustang Mitglied der Freud‘schen Schule von Paris (EFP, École freudienne de Paris) von Jacques Lacan und wurde nach einer zweijährigen Analyse bei Serge Leclaire Psychoanalytiker. Roustang dürfte anfänglich große Bewunderung für Freud und Lacan gehabt haben und empfand die Zeit nach dem Orden als Befreiung, bevor er einige Zeit später den Geist der Unterwerfung und die fast religiösen Rituale innerhalb der Freud‘schen Schule kritisierte. In dem 1976 veröffentlichten Werk Un destin si funeste setzt er sich kritisch mit der Meister-Schüler-Beziehung innerhalb der Geschichte der Psychoanalyse auseinander, insbesondere den Beziehungen Sigmund Freuds zu seinen Schülern Sandor Ferenczi, Carl Gustav Jung und Georg Groddeck. 1978 veröffentlichte Roustang den Artikel „Suggestion au long cours“, in dem er die Rolle der Suggestion in der analytischen Kur hervorhob und an den er in seinem Buch von 1980, Elle ne le lâche plus, anknüpft. Am 3. November 1980 beteiligte sich François Roustang mit Jacques Sédat, Anne Levallois, Conrad Stein, Dominique Geahchan und Serge Viderman an der Gründung des „Collège des psychanalystes“, als Reaktion auf die Auflösung der EFP.
In den 1980er-Jahren publizierte Roustang einige Artikel in der Zeitschrift Critique, die seine allmähliche Distanzierung von der Psychoanalyse und seine Hinwendung zur Hypnose deutlich werden lassen. So veröffentlichte er 1980 einen Artikel (psychanalyse et hypnose) zum Buch des Psychiaters, Psychoanalytikers sowie Praktiker und Forscher der Hypnose Léon Chertok, Le non-savoir des psy. 1983 veröffentlichte er einen Artikel über zwei Bücher von Octave Mannoni. 1985 publizierte er einen Artikel über das Buch des Philosophen Michel Henry, Généalogie de la psychanalyse. Zur gleichen Zeit, 1983, nahm er zusammen mit René Girard und Mikkel Borch-Jacobsen an einem Treffen über Hypnose am Fernand-Widal-Krankenhaus teil. Roustang bildete sich in Hypnose aus, insbesondere bei Judith Fleiss und bei amerikanischen Hypnotherapeuten, die von Milton Erickson ausgebildet wurden. 1986 wird der Bruch mit der Psychoanalyse und dem Erbe Lacans deutlich durch die Veröffentlichung des Buches Lacan, de l'équivoque à l'impasse.
Nach der Veröffentlichung von Influence 1991 und Qu'est-ce que l'hypnose? (dt. Was ist das - die Hypnose?) 1994 etablierte sich François Roustang nach und nach in der französischsprachigen Welt als Referenz für jene, die die Hypnose theoretisieren wollten.
François Roustang veröffentlichte weiter zahlreiche Bücher, darunter einige für die breite Öffentlichkeit über Hypnose und Psychoanalyse: Comment faire rire un paranoïaque? (1995), La fin de la plainte und Le thérapeute et son patient mit Pierre Babin (2000), Il suffit d'un geste (2003) und Savoir attendre (2006). Er veröffentlichte Texte zur Philosophie und der Schnittstelle zur Hypnose, wie 2005 eine kommentierte Übersetzung zu Hegel mit dem Titel Le magnétisme animal: naissance de l'hypnose, oder 2009 ein Buch zu Sokrates, Le secret de Socrate pour changer la vie.
„Den Weg Roustangs von der Psychoanalyse zur Hypnose könnte man im Lichte der Geschichte auch als umgekehrten Weg Freuds bezeichnen.“

## Theorie der Hypnose
Roustang versteht die Hypnose ganz allgemein als natürlichen Zustand des Organismus, der in uns von Anfang an als Pouvoir angelegt ist.
Sein Zugang zur Hypnose in seinem Hauptwerk, in dem er fragt, Was ist das - die Hypnose?, ist ein phänomenologischer und zwar im doppelten Sinne: einmal geht er gemäß dem Motto der Phänomenologie, „zu den Sachen selbst“, von dem aus, was das Phänomen der Hypnose zeigt. In einem zweiten Sinne sieht er in Anlehnung an Octave Mannoni die Hypnose selbst, als „revolutionäre Phänomenologie“, da wir in Hypnose einen ganz anderen Bezug und Zugang zu den Dingen selbst haben. Roustang holt die Hypnose damit auch ins Feld der Philosophie und verweist auf ihre philosophische Relevanz.
Er versteht die Hypnose, aufbauend auf den Arbeiten von Léon Chertok, als „vierten Zustand des Organismus“, neben dem gewöhnlichen Wachzustand, dem Schlaf und dem sog. „paradoxen Schlaf“ (REM-Schlaf). Damit führt er die Hypnose vom Psychologischen wieder zurück ins Feld der Physiologie bzw. Physik. Roustang bezeichnet die Hypnose als „paradoxen Wachzustand“ in Anlehnung an den Begriff des paradoxen Schlafs von Michel Jouvet. So wie im paradoxen Schlaf einige Phänomene dem Wachzustand ähnlich sind, sind im paradoxen Wachzustand, also der Hypnose, einige Phänomene dem Schlaf ähnlich, wie die Reduktion der Afferenzen, eine gewisse muskuläre Atonie oder die imaginative bis träumerische Tätigkeit. Roustang zufolge führt die Hypnose als paradoxes Wachsein zurück zum Pouvoir zu imaginieren und zum umfassenden Wachzustand, wobei die Imagination hierbei als „die Blüte des umfassenden Wachzustands“ angesehen wird.
François Roustang unterscheidet in seinem Werk mehrere Wachzustände: den „eingeschränkten Wachzustand“, mit dem er das „normale“ Alltagsbewusstsein bezeichnet und den „umfassenden Wachzustand“, der ein grundlegender, generalisierter Wachzustand (frz. veille generalisée) ist, in den wir u. a. durch die Hypnose als dieser paradoxen Wachheit gelangen.
Das Hineingelangen in diesen paradoxen Wachzustand (der Hypnose), wird allgemein als Induktion bezeichnet und bei Roustang unter dem Begriff der Antizipation behandelt. Er geht dabei auf „die Fixation, die Unbestimmtheit, die Möglichkeit und die Potenzialität“ als Kraft zur Verwirklichung ein und beschreibt dabei phänomenologisch die Stadien der Induktion. Dabei versteht er die Antizipation in der ersten Phase der Induktion als ein Warten, im Sinne eines Anhaltens jeglicher Erwartung; in der zweiten Phase als ein offenes Warten, was kommt; in der dritten Phase als ein Erwarten des Möglichen, eines Ziels (also der klassische Bereich der Imagination) und in der vierten Phase als ein Annehmen der Potenzialität im Sinne des konkreten Handelns, der Bereich der Aktion.
Um dieses Verhältnis von eingeschränktem und umfassendem Wachzustand genauer zu denken, fragt Roustang, ob es möglich ist, die Beziehung dieser beiden Wachzustände anders zu denken, als in Konkurrenz, so das entweder der eine Zustand oder der andere da ist und führt dabei den Begriff der Disposition ein. Die Disposition versteht er in Anlehnung an Martin Heidegger als Stimmung, Grundstimmung bzw. Gestimmtheit und als „besondere Weise, in der Welt zu sein“. Die Disposition wird als „neutrale Position“ bzw. als ein Zurückgehen in die neutrale Position, in die „gleichwertige Bereitschaft“ verstanden, aus der sich die verschiedenen (Handlungs-)Möglichkeiten ergeben. Dieser Begriff der Disposition taucht auch bei François Jullien in verschiedenen Werken auf, insbesondere in seiner Auseinandersetzung mit der chinesischen Kultur, auf die Roustang explizit verweist. Für Roustang ist die Disposition die Bedingung für die Veränderung, die Aktion, auf die auch die Psychotherapie zielt. Das Paradoxe dabei scheint, das die Disposition zuerst im Gewand des Faden, Neutralen, der Zurückhaltung und des scheinbaren Nichtstuns erscheint, wobei aus dieser Offenheit heraus nach Roustang die Möglichkeiten und das Potenzial der Veränderung und des Tuns entstehen.

## Einfluss
Neben seiner klinischen Arbeit mit Patienten, die die Quelle seiner zahlreichen Schriften ist, findet man im Werk von François Roustang den Einfluss von zahlreichen Philosophen wie Sokrates, Platon, Aristoteles, Kant, Hegel, Nietzsche, Heidegger, Wittgenstein und Lucien Lévy-Bruhl. Einen bedeutenden Einfluss hatten auch Sigmund Freud und die Begegnung mit Jacques Lacan, zu beiden er mit der Zeit eine zunehmend kritischere eigene Position einnahm, die in der Hinwendung zur Hypnose am deutlichsten wurde. Roustang interessierte sich dabei auch für die Geschichte der Hypnose, insbesondere für den sog. „animalischen Magnetismus“ und die philosophischen Theorien von Hegel und Maine de Biran dazu.
Roustang ließ sich weiters von den Arbeiten vieler Zeitgenossen unterschiedlicher Disziplinen inspirieren, darunter Milton Erickson, Léon Chertok, Gregory Bateson, Michel Henry, Michel Jouvet, Daniel N. Stern, Jean François Billeter und François Jullien.

## Werke

### Bücher (Deutschsprachige Ausgabe)
- Was ist das - die Hypnose? (Hrsg.: Patricia Auer, Armin Weinrath), Turia + Kant, Wien/Berlin, 2025. ISBN 978-3-9851412-3-4

### Bücher (Originalausgaben)
- Jésuites de la Nouvelle-France, Desclée de Brouwer, 1961
- Une initiation à la vie spirituelle, Desclée de Brouwer, 1963
- Saint Ignace : constitutions de la Compagnie de Jésus, 1967 (Ignatius von Loyola; Hrsg. von François Roustang und François Courel)
- Un destin si funeste, Minuit, 1976; Neuauflage: Petite Bibliothèque Payot, 2009
- Elle ne le lâche plus..., Minuit, 1980; Neuauflage: Petite Bibliothèque Payot, 2009
- Le bal masqué de Giacomo Casanova, Minuit, 1985; Neuauflage: Petite Bibliothèque Payot, 2009

- Amic-Preis 1985 der Académie française
- Lacan, de l'équivoque à l'impasse, Minuit, 1986; Neuauflage: Petite Bibliothèque Payot, 2009
- Influence, Minuit, 1991
- Qu'est-ce que l'hypnose?, Minuit, 1994 [Übers.: de]
- Comment faire rire un paranoïaque?, Odile Jacob, 1995
- La fin de la plainte, Odile Jacob, 2000
- Mit Pierre Babin, Le thérapeute et son patient, L'Aube, 2000
- Il suffit d'un geste, Odile Jacob, 2003
- Savoir attendre, Odile Jacob, 2006
- Feuilles oubliées, feuilles retrouvées, Payot, 2009
- Le secret de Socrate pour changer la vie, Odile Jacob, 2009
- Jamais contre, d’abord, Odile Jacob, 2015
- Mit Ève-Alice Roustang, Le Troisième Homme, entre rupture personnelle et crise catholique, Odile Jacob, 2019

### Übersetzungen
- Hegel, Le magnétisme animal. Naissance de l’hypnose, (übersetzt mit einer Einführung v. François Roustang), PUF, 2005

### Artikel
- „Le troisième homme“, in: Christus, Bd. 13, Nr. 52, Oktober 1966, S. 561–567
- „Le mythe de l'un“, in: Le lien social, Journées de mai 1980, Confrontation, 1981
- „Hypnose et psychanalyse“, in: Critique, Nr. 403, 1980
- „L'incertitude“, in: Passé et Présent, Nr. 1, Paris, Ramsay, 1982, S. 99–112
- „Un discours naturel“, in: Critique, Nr. 430, mars 1983, S. 201–214
- „Une philosophie pour la psychanalyse?“, in: Critique, 1985
- „Habitation“, in: Lettre Ling, Nr. 15, 1997, article en ligne
- „Objectivation et objectification“, in: Lettre Ling, Nr. 25, 2003
- „Reconduire l'ennui à sa source“, in: L'ennui à l'école, 2003
- „Indifférence au succès“, in: L'éloge du risque dans le soin psychiatrique, Érès, 2006, 216 p., ISBN 978-2-7492-0553-3, S. 49–57
- „Se dissocier: mais comment faire autrement?“, in: Hypnose et thérapies brèves, 7, 2007
- „Double contrainte et niveaux d'apprentissage“, in: Jean-Jacques Wittezaele (HG.), La double contrainte; l'héritage des paradoxes de Bateson, De Boeck, 2008

### Bücher
- Sylvie Le Pelletier-Beaufond, Abécédaire François Roustang, Odile Jacob, 2019
- Jean-Marc Benhaiem, L' Art de l'hypnose avec François Roustang, Odile Jacob, 2024

### Artikel
- Nicolas Duruz, „Éloge du non-savoir. François Roustang, thérapeute et philosophe“, in: Esprit, juillet 2013, S. 78–95
- Sylvie Le Pelletier-Beaufond, „François Roustang : la thérapie revue au prisme de l’hypnose“, in: Le Journal des psychologues, no 360, août 2018, S. 72–77
- Pascal Malet und Stéphane Breton, „Présence et hypnothérapie : De Rogers à Roustang“, in: TRANSES, no 7, février 2019, S. 44–54
- Stéphane Breton, „Entretien avec François Roustang. Hypnose, vide et sensorialité.“, in: Revue du MAUSS, n° 54(2), S. 357–366, 2019. https://doi.org/10.3917/rdm.054.0357
- Stéphane Breton, „Il n'y a pas de chemin“, in: Esprit, en ligne, septembre 2019 -https://esprit.presse.fr/actualites/stephane-breton-et-francois-roustang/il-n-y-a-pas-de-chemin-42301
- Stéphane Breton, „La présence en hypnothérapie à la lumière de François Roustang“, in: Le Journal des psychologues, no 374, février 2020, S. 62–67
- Stéphane Breton, „De la perception à la perceptude“, in: Sens-Dessous, no 25, 2020, S. 71–77
- Stéphane Breton, „Fragments Roustangiens, une plongée dans la réflexion thérapeutique“, in: Gestalt 2023/1 (n°60), novembre 2023.